# Lago Borgne

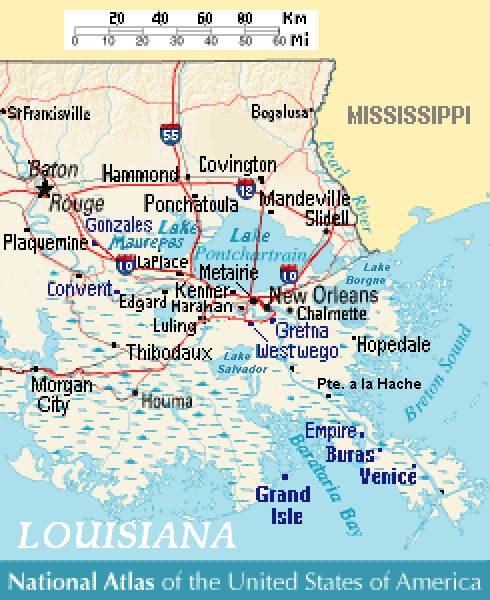
Mapa da região do lago Borgne

O lago Borgne é uma lagoa da Luisiana, sul dos Estados Unidos, a leste da cidade de Nova Orleães. Aberto ao golfo do México, forma uma baía desde que a erosão destruiu grande parte da barra que os separava. 
O lago Borgne faz parte de um sistema de lagoas e pântanos que alongam o delta do Mississippi e do qual fazem parte o lago Maurepas e o lago Pontchartrain. Os três lagos cobrem 55% da bacia.
A bacia lacustre tem uma área de 1956 km² de pântanos, consistindo em quase 156 km² de pântano fresco, 116 km² de pântano intermédio, 473 km² de pântano salobro, 340 km² de pântano salino, e 873 km² de pântano de cipreste.